# Taça Brasil — Zona Norte–Nordeste

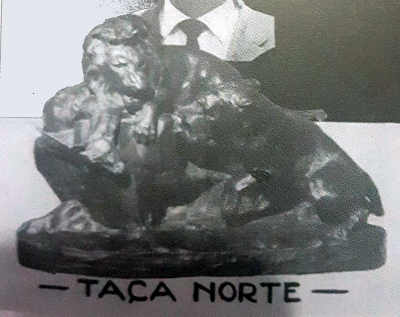
Troféu conquistado pelo Bahia, campeão nas edições 1959, 1961 e 1963

A Zona Norte–Nordeste da Taça Brasil foi uma fase inter-regional da Taça do Brasil.
Levava o nome de Zona Norte da Taça Brasil e, de sua primeira edição, em 1959, até 1967, envolvia os vencedores do Grupo Norte e do Grupo Nordeste. Em 1968, houve grupos simples, com três clubes em cada, cujos primeiros colados classificaram-se para a fase eliminatória; os vencedores foram Moto Club (grupo 1), Piauí (grupo 2) e Bahia (grupo 3).
Oficialmente, como dita o regulamento oficial da Taça Brasil pela CBD, as partidas válidas pela chave Norte-Nordeste da Taça Brasil valiam também, de forma paralela, a Taça Norte, uma competição anexa ao certame nacional e que dava ao seu vencedor o título de campeão do Norte-Nordeste do Brasil.
Em 1966, foi disputada a Copa dos Campeões do Norte, que reuniu todos os campeões da Taça Norte até então (entre 1959 e 1965): Bahia, Ceará, Fortaleza, Náutico e Sport. A nova competição, não organizada pela CBD, foi vencida pelo Náutico, que tornou-se o "campeão dos campeões" da Taça Norte.

## Campeões
| Ano  | Campeão      | Placar            | Vicecampeão  | 3º Lugar  | 4º Lugar   |
| ---- | ------------ | ----------------- | ------------ | --------- | ---------- |
| 1959 | EC Bahia     | 3 - 2 0 - 6 2 - 0 | Sport Recife | Ceará     | Tuna Luso  |
| 1960 | Fortaleza EC | 2 - 1 0 - 0       | EC Bahia     | Moto Club | Capelense  |
| 1961 | EC Bahia     | 2 - 0 3 - 2       | Fortaleza EC | Remo      | Campinense |
| 1962 | Sport Recife | 0 - 0 2 - 0       | Campinense   | Ceará     | Bahia      |
| 1963 | EC Bahia     | 2 - 2 1 - 0       | Sport Recife | Ceará     | Paysandu   |
| 1964 | Ceará SC     | 0 - 3 1 - 0 4 - 0 | Náutico      | Confiança | Paysandu   |
| 1965 | Náutico      | 2 - 0             | EC Vitória   | Remo      | Campinense |
| 1966 | Náutico      | 3 - 0 3 - 2       | EC Vitória   | Fortaleza | Paysandu   |
| 1967 | Náutico      | 1 - 0             | América FC   | Treze     | Paysandu   |
| 1968 | Fortaleza EC | 0 - 1 1 - 0 2 - 1 | EC Bahia     | Moto Club | Piauí      |